# Dendrobium sabahense
Dendrobium sabahense är en orkidéart som beskrevs av Jeffrey James Wood. Dendrobium sabahense ingår i släktet Dendrobium, och familjen orkidéer. Inga underarter finns listade i Catalogue of Life.